# Alojz Ahlin
Alojz Ahlin, slovenski generalmajor Jugoslovanske ljudske armade, * 4. julij 1926, Veliko Mlačevo, † 17. februar 2001, Beograd.

## Življenje in delo
Pred drugo svetovno vojno je bil delavec v tekstilni tovarni. Narodnoosvobodilnemu boju se je pridružil 1943. V partizanih je bil med drugim politični delegat voda, in politični komisar čete. Član Komunistične partije je postal 1944. V vojski je ostal tudi po osvoboditvi. Leta 1965 je v Beogradu končal Višjo vojaško akademijo Kopenske vojske JLA. Opravljal je različne dolžnost in bil med drugim namestnik načelnika Varnostne uprave Zveznega sekretariata za ljudsko obrambo, višji inšpektor v glavni inšpekciji ljudske obrambe in drugo. 